# Église Saint-Étienne de Courances
L'église Saint-Étienne est une église paroissiale catholique, dédiée à saint Étienne, située dans la commune française de Courances et le département de l'Essonne.

## Historique
L'église est construite au XIIe siècle et agrandie par la suite. Le clocher est daté du XVe siècle et rehaussé au XVIe siècle et la nef du XVIIe siècle.
L'édifice a des problèmes de stabilité dès le XVe siècle et au XVIIIe siècle le mur nord s'effondre.
La décoration intérieure est refaite au XVIIIe siècle-XIXe siècle. La décoration a lieu entre 1846 et 1868.
Depuis un arrêté du 29 décembre 1981, l'église est inscrite au titre des monuments historiques.

## Description
L'église conserve un gisant daté de la Guerre de Cent Ans.

## Pour approfondir